# Cadete oficial

## Grados

### Cadete Capitán de Fragata (Cadete Comandante)
Cadete con mayor graduación dentro del Batallón Angamos. Tiene bajo su comando al Batallón Angamos, es responsable de su conducción y tiene la mayor autoridad en la escuela naval como el cadete más antiguo .

### Cadete Capitán de Corbeta (Cadete Abanderado)
Cadete con la segunda mayor graduación en el Batallón Angamos. Lleva la bandera de guerra del batallón y tiene bajo su comando a la Escolta de Bandera.

### Cadete Teniente Primero (Jefe de Compañía)
Cadete Oficial que tiene bajo su comando una de las compañías del Batallón Angamos.

### Cadete Teniente Segundo
Cadete Oficial que tiene bajo su comando una sección de compañía y suple al Cadete Teniente Primero, jefe de compañía, en caso de ausencia.

### Cadete Alférez de Fragata
Cadete Oficial que puede ocupar los cargos de jefes de sección de compañía o integrantes del estado mayor del Cadete Comandante
- Datos: Q5738961